# Баламутівська сільська громада
Баламутівська сільська об'єднана територіальна громада — колишня об'єднана територіальна громада в Україні, в Ярмолинецькому районі Хмельницької області. Адміністративний центр — село Баламутівка.
Площа громади — 110,95 км², населення — 1879 мешканців (2018).
Утворена 13 вересня 2017 року шляхом об'єднання Баламутівської, Виноградівської та Монастироцької сільських рад Ярмолинецького району.
29 квітня 2020 року Кабінет Міністрів України затвердив перспективний план формування територій громад Хмельницької області, в якому Баламутівська ОТГ відсутня, а Баламутівська, Виноградівська та Монастироцька сільські ради включені до Розсошанської ОТГ.

## Населені пункти
До складу громади входять 7 сіл:
| Населений пункт | Населення (2015) |
| --------------- | ---------------- |
| Виноградівка    | 607              |
| Баламутівка     | 511              |
| Іванківці       | 307              |
| Лугове          | 298              |
| Михалківці      | 295              |
| Слобідка        | 210              |
| Монастирок      | 203              |